# Цагвери
Цагвери (груз. წაღვერი) — посёлок городского типа (даба) в Боржомском муниципалитете края Самцхе-Джавахети, Грузия. В посёлке расположена одноимённая железнодорожная станция (на узкоколейной линии Боржоми — Бакуриани).
Статус посёлка городского типа с 1926 года.
В Цагвери расположен климато-бальнеологический курорт (специализация — лечение заболеваний органов дыхания нетуберкулёзного характера).
Жилые дома в посёлке построены по проекту архитектора Георгия Лежавы.

## Население
| 1959 | 1970 | 1979 | 1989 | 2002 | 2014 |
| ---- | ---- | ---- | ---- | ---- | ---- |
| 3187 | 1275 | 1192 | 1144 | 1100 | 799  |